# سروهای خدا
سروهای خدا (به عربی: أرز الرب) یک جنگل در لبنان است که در شهرستان بشری واقع شده‌است.